# Marcus Zölch

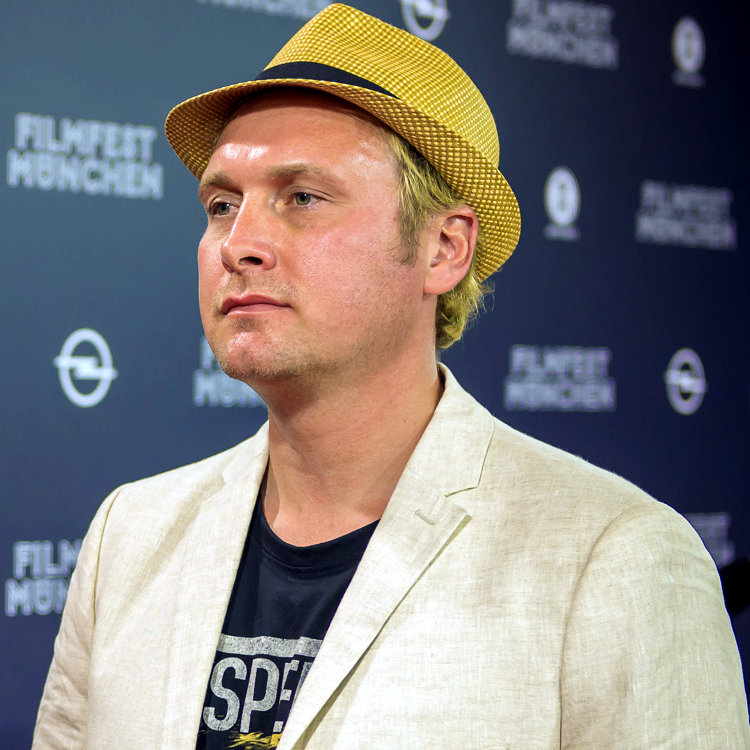
Marcus Zölch (2017)

Marcus Zölch (* 9. März 1978 in Augsburg) ist ein deutscher Marketing-Manager und Schauspieler.

## Leben und Karriere
Zölch wuchs in Augsburg auf. Im Jahr 2000 hatte er einen schweren Skiunfall mit einem längeren Aufenthalt im Krankenhaus. In dieser Zeit hätten ihn die Filme von Bud Spencer und Terence Hill wieder aufgebaut.
2008 startete der österreichische Regisseur Karl-Martin Pold mit den Arbeiten an einer Dokumentation über Bud Spencer. 2011 wurde Zölch zusammen mit dem Berliner Jorgo Papasoglou zu einem der Hauptprotagonisten des Films. Der Film ist als Roadmovie angelegt und handelt von einer Fahrt der beiden Protagonisten ihr Idol Bud Spencer zu treffen. Auch wenn der Film als Dokumentarfilm angelehnt ist, so ist die Fahrt an sich inszeniert. Nach neun Jahren Produktionszeit startete die Dokumentation unter dem Namen Sie nannten ihn Spencer im Jahr 2017 zeitgleich in Deutschland und Österreich. Seine Premiere feierte er am 23. Juni 2017 auf dem Filmfest München.
Im September 2017 drehte der Fernsehsender Kabel eins einen 30-minütigen Bericht über ihn, der in der Sendung Abenteuer Leben am 24. September 2017 ausgestrahlt wurde. In diesem Bericht begleitete das Filmteam Zölch nach Italien, wo er die Familie Bud Spencers, Bud Spencers Grab und Drehorte der Filme besuchte. Im Februar 2019 wirkte er zudem bei der von Kabel eins zu Terence Hills 80. Geburtstag produzierten Dokumentation Die Terence Hill Story mit. Zölch ist außerdem der Produzent des Videospiels Bud Spencer & Terence Hill: Slaps and Beans.
Zölch ist heute Marketing-Manager und Geschäftsführer der Paloma Productions Media und Marketing GmbH sowie der Plattfuss Vertriebs GmbH, die die offiziellen Webseiten und Online-Shops der beiden Schauspieler betreut. Er tritt außerdem als Terence Hills Manager auf und berät ihn bei seinen Terminen abseits der Kamera. So organisierte er im Jahr 2018 zum Start des Films Mein Name ist Somebody Terence Hills Kinotour durch Deutschland, Österreich und Ungarn. In diesem war Zölch zudem in einer Statistenrolle zu sehen.

## Filmografie
- 2017: Sie nannten ihn Spencer
- 2017: Abenteuer Leben (Fernsehreportage)
- 2018: Mein Name ist Somebody (Il mio nome è Thomas)
- 2018: Mein Name ist Terence – Die Kinotour 2018 (Videodokumentation)
- 2019: Die Terence Hill Story (Fernsehdokumentation)